# توماس كامبل
توماس كامبل (10 أغسطس 1871 في نيوزيلندا - 7 يوليو 1950) (بالإنجليزية: Thomas Campbell)‏ هو لاعب كريكت نيوزلندي.

## وصلات خارجية
- توماس كامبل على موقع أرشيف الشارخ.
- توماس كامبل على موقع إي آس بي آن كريك إنفو (الإنجليزية)